# Fleet Air Arm

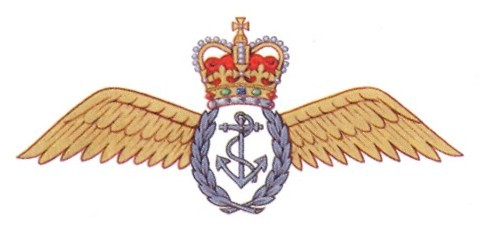
Fleet Air Arm vleugels en logo.

Roundel van de RAF o.a. gebruikt op bommenwerpers en Spitfires door de Fleet Air Arm

Roundel van de RAF gebruikt door Fleet Air Arm

De Fleet Air Arm is de tak van de Britse Royal Navy die verantwoordelijk is voor het onderhoud aan en inzet van haar vliegtuigen en helikopters. De Fleet Air Arm is vergelijkbaar met de Nederlandse Marine Luchtvaartdienst.

## Geschiedenis

### Begin
De Royal Naval Air Service (RNAS) is in januari 1914 opgericht onder bevel van het Air Department van de Britse Admiraliteit. Bij het uitbreken van de Eerste Wereldoorlog in augustus, had de RNAS meer vliegtuigen in beheer dan de Royal Flying Corps (RFC) van het Britse leger. De hoofdtaken van de RNAS waren vlootherkenningspatrouilles, het patrouilleren van de kust ter opsporing van vijandige schepen en onderzeeboten, aanvallen van vijandelijke kustwateren en verdedigen van het Verenigd Koninkrijk tegen vijandige luchtaanvallen. In april 1918 werd de RNAS, die tegen die tijd 67.000 officieren en overige manschappen, 2.949 vliegtuigen, 103 zeppelins en 126 kustbases had, samengevoegd met de RFC, om zo de Royal Air Force (RAF) te vormen.

### Fleet Air Arm

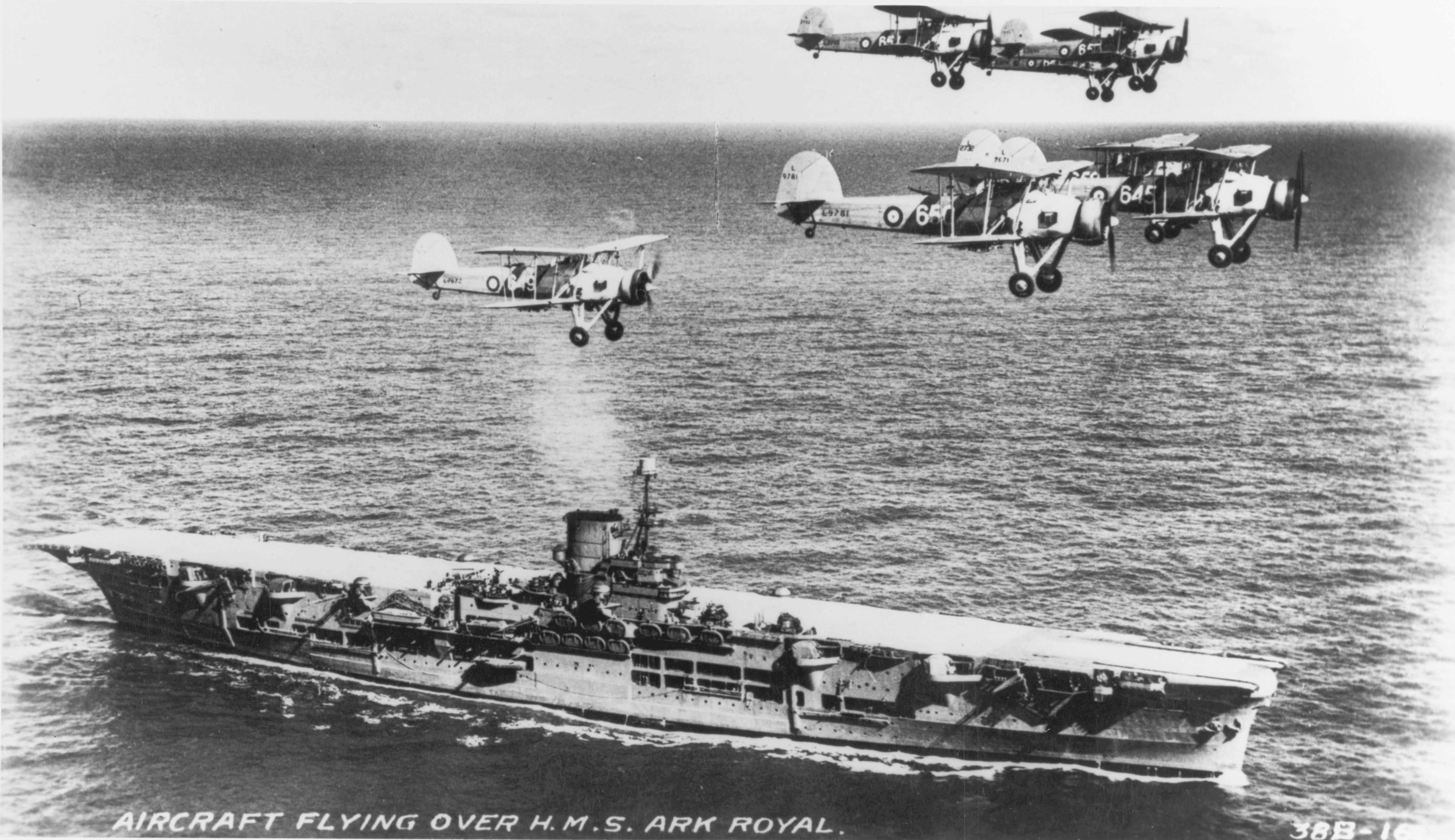
Brits vliegdekschip HMS Ark Royal met een groep Swordfish-vliegtuigen, circa 1939

Op 1 april 1924, werd de Fleet Air Arm of the Royal Air Force opgezet als onderdeel van de RAF. Deze omvatte de RAF-onderdelen die normaal inscheepten op de vliegdekschepen en slagschepen.
Op 14 mei 1937 keerde de Fleet Air Arm terug onder de controle van de Britse Admiraliteit onder de toekenning van de Inskip Award. De dienst werd officieel hernoemd in Air Branch of the Royal Navy. Aan het begin van de Tweede Wereldoorlog bestond de Fleet Air Arm uit 20 eskaders met 232 vliegtuigen. Aan het einde van de oorlog telde de Fleet Air Arm 59 vliegdekschepen, 3.700 vliegtuigen, 72.000 officieren en overige manschappen en 56 luchtbases over de hele wereld. Het vliegdekschip had het slagschip vervangen als het hoofdschip van de vloot en de vliegtuigen waren nu aanvalswapens.

### De FAA heden ten dage
In 2017 telde de Fleet Air Arm 4.620 personeelsleden.
Anno 2022 heeft de Fleet Air Arm de beschikking over onder meer de F-35 Lightning II, de AW159 Wildcat, de AW101 Merlin en de BAe Hawk.